# Cerastium undulatifolium
Cerastium undulatifolium är en nejlikväxtart som beskrevs av Somm. och Levier. Cerastium undulatifolium ingår i släktet arvar, och familjen nejlikväxter. Inga underarter finns listade i Catalogue of Life.